# معامل إعاقة
معامل الإعاقة , عامل الإعاقة , أو معامل التاخير (Rf) يُعرف بأنه الجزء الكسري من الحليلة أو المادة المححلة (analyte) في الطور المتحرك من النظام الكروماتوغرافي
وتوصف بانها المكونات الفردية في طريقتي الكروموتوغرافيا الورقية وكروملتوغرافياالطبقة الرقيقة بانه قيمة التأخر، أو هو معدل التدفق للطور المتحرك أي النسبة بين حجم الإبطاء وزمن الإبطاء
R} retardation value} :
(Rf)
التي تعطى بالعلاقة:
R = المسافة التي يقطعها المكون / المسافة التي يقطعها المذيب. ] وتستخدم في عمليات الفصل السريع وفي تحليل الكميات القليلة من المواد المختلفة
.
ومن المهم أن نلاحظ أنه على الرغم من أن مصطلح "'عامل احتباس يستخدم أحيانا بشكل مترادف مع عامل إعاقة

## تعريف عام
في الكروماتوغرافيا يعرف عامل الاحتباس،  R ، بأنه هو الجزء من العينة الذي يكون فيه الطور المتحرك في حالة توازن، 
{\displaystyle \ R={\frac {\mbox{كمية المادة في الطور المتحرك}}{\mbox{الكمية الكلية للمادة في النظام}}}}
يحسب معامل التأخير «Retention Factor» من خلال النسبة بين المسافة التي قطعتها المادة المحمولة (من نقطة التحميل على خط القاعدة إلى مركز البقعة بعد الاستشراب) والمسافة التي قطعها الطور المتحرك (من نقطة التحميل على خط القاعدة إلى خط النهاية)
Rf = E / F

## الكروماتوغرافيا المستوية
عامل إعاقة في الكروماتوغرافيا المستوية Rf يمكن وصفها رياضيا بالنسبة التالية:

{\displaystyle \ R_{f}={\frac {\mbox{migration distance of substance}}{\mbox{migration distance of solvent front}}}}
على سبيل المثال، إذا مادة معينة في خليط غير معروف تسافر 2.5 سم وجبهة المذيب تسافر 5.0 سم، فإن عامل الاحتباس يكون 0.5. Rf
سوف يكون دوما بقيمة في المدى 0 - 1، وإذا كانت المادة تتحرك، فإنه لا يمكن أن تتحرك إلا في اتجاه تدفق المذيب، ولا يمكن أن تتحرك بسرعة أكبر من المذيبات. Rf القيمة تكون مفيدة فقط إذا كانت بين هذين النقيضين. يستطيع المرء ان يختار الطور المتحرك مع اختلاف الخصائص (وخاصة القطبية) من أجل السيطرة على مدى سفر المادة يجري التحقيق من معدل هجرتها.

## العلاقة مع عامل الاحتباس
من حيث عامل الاستبقاء (k), عامل التخلف ( R) هو يحدد على النحو التالي:
{\displaystyle \ R={\frac {1}{k+1}}}
وعلى العكس:
{\displaystyle \ k={\frac {1-R}{R}}}